# 第二次日韓協約
第二次日韓協約（だいにじにっかんきょうやく、朝鮮語: 제2차 한일협약 / 第二次韓日協約）は、日露戦争終結後の1905年（明治38年）11月17日に大日本帝国と大韓帝国が締結した協約。日韓保護条約とも言う。これにより大韓帝国の外交権は、ほぼ大日本帝国に接収されることとなり、事実上保護国となった。

## 概要
日韓保護条約、韓国保護条約ともいい、乙巳年に締結したという意味で、乙巳条約（いつしじょうやく）、乙巳五条約（いつしごじょうやく）、乙巳保護条約（いつしほごじょうやく）とも。締結当時の正式名称は日韓交渉条約（にっかんこうしょうじょうやく）であった。韓国は「韓日協商条約」として公表される。韓国側は現在、「乙巳条約」「乙巳五条約」「乙巳協約」「乙巳勒約」等と呼称している。
大日本帝国側代表は特命全権公使林権助、大韓帝国側代表は外部大臣朴斉純。
1965年、本条約は日韓の国交を正常化する日本国と大韓民国との間の基本関係に関する条約（日韓基本条約）の第2条で「もはや無効」であることが確認された。

## 経緯
大日本帝国は日露戦争中である1904年の第一次日韓協約締結により大韓帝国の財政・外交に対し関与する立場となっていたが、その間、桂・タフト協定が締結された。
日露戦争に勝利し、その講和条約であるポーツマス条約（1905年9月5日）により大韓帝国に対する優越権をロシアから承認され、また高宗が他の国に第一次日韓協約への不満を表す密使を送っていたことが問題となったこともあり、大日本帝国からの信頼を無くしていた大韓帝国に対し、より信頼できる行動をとることを求めるため、この協約を結ぶこととなった。
協約締結後の1907年に、協約の無効を主張する高宗の親書を携えた密使が万国平和会議に派遣されたが国際的には有効な協約であったため、拒絶された（ハーグ密使事件）。
この密使の派遣が問題となり、高宗は李完用らに責任を問われ純宗に譲位することとなり、第三次日韓協約の調印へと進むこととなった。

## 内容

### 口語訳
- 第1条：日本国政府は、東京にある外務省により今後韓国の外国に対する関係および事務を監理指揮するものとし、日本国の外交代表者および領事は、外国における韓国の臣民および利益を保護するものとする。
- 第2条：日本国政府は、韓国と他国との間に現存する条約の実行を全うする任務に当たり、韓国政府は、今後日本国政府の仲介によらずして国際的性質を有する何らの条約もしくは約束をしないことを約する。
- 第3条：日本国政府は、その代表者として韓国皇帝陛下の下に統監（resident general）を置く。統監は、外交に関する事項を管理するため京城に駐在し親しく韓国皇帝陛下に内謁する権利を有する。日本国政府は韓国の各開港場およびその他日本国政府の必要と認める地に理事官（resident）を置く権利を有する。理事官は、統監の指揮の下で、従来在韓国日本領事に属した一切の職権を執行し、ならびに本協約の条款を完全に実行するために必要とすべき一切の事務を掌理するものとする。
- 第4条：日本国と韓国との間に現存する条約および約束は本協約の条款に抵触しないかぎり全てその効力を継続するものとする。
- 第5条：日本国政府は韓国皇室の安寧と尊厳を維持することを保証する。

## 締結後
1905年11月20日付の韓国紙『皇城新聞』は、論説「是日也放聲大哭」において、「この条約（第二次日韓協約）は韓国だけではなく、東洋三国の分裂をもたらす兆しであるが、果たして伊藤侯爵の最初の本意は何だったのだろうか。しかし、我が大皇帝陛下は頑強な聖意をもって絶えず拒否された。故に、この条約の不成立を伊藤侯爵自ら知って自ら気付くはずだ。なのに、犬豚にも及ばぬ我が政府の大臣という者たちは、利益を望んで偽りの脅威にぶるぶる震え国を売る盗賊となり、四千年の領土と五百年の宗社（国）を他人に渡し、二千万の民を他人の奴隷にした」と批判している。
同年11月23日、日本国内では同条約の告示とともに、条約に準じて韓国統監府及び理事庁を設置する旨の勅令第240号が公布された。韓国では、締結後の1905年11月末に駐韓英国公使館、12月に米国公使館などの各公使館が韓国を撤退し、清国の曾廣銓やロシア帝国公使なども本国へ呼び戻された。初代韓国総監に伊藤博文、初代総務長官に鶴原定吉が任命され、翌年の1906年（明治39年）に李氏朝鮮の高宗に拝謁、後に宮廷顧問官と韓国総監府管制などを協議した。韓国統監府において、伊藤は教育の設備改善をはじめ諸事の事柄を上奏し、諸事のための資金1千万円を日本興業銀行から韓国へ融資させ、改善に取り組んだ。

## 無効論
本協約は、1965年に結ばれた日韓基本条約第2条により、他の条約とともに「もはや無効」であることが確認されたが、この解釈においても日本と韓国（大韓民国）では割れている。日本では1965年の条約締結以降に無効になったと考えている。一方、韓国政府は「日韓併合条約が当初から無効であった（締結時から条約としての効力を発していない）」という立場を取っている。

### 協約締結時の高宗皇帝
李完用らが上疏した「五大臣上疏文」では、締結交渉自体を拒否しようとした強硬派大臣たちに対し、高宗自らこれを戒め「交渉妥協」を導いた様子が報告されている。また、高宗は少しでも大韓帝国に有利になるように協約文の修正を行うこととし、李らの修正提案を積極的に評価している。大日本帝国側も大韓帝国側からなされた4カ所の修正要求を全て受け入れ協約の修正を行った。それに対して朝鮮大学の歴史地理学部長である康成銀は「五大臣上疏文」自体が李完用ら協約賛成派によって記され、協約に賛成する事で売国奴と糾弾された乙巳五賊自身の皇帝に対する弁明を記した上疏文に過ぎない事などを指摘している。1906年1月5日に提出された「呉炳序等上疏文」は「五大臣上疏文」を批判して、五大臣が責任を皇帝に被せようとした諸事実を指摘しており、皇帝はこの「呉炳序等上疏文」に批答を与え「爾（なんじ）の言葉は詳しく明らかであり、条里（ママ）がある」と肯定的に評価している。また1905年11月25日に乙巳五賊のひとりである当の権重顕が提出した「権重顕上疏文」には「乙巳五条約」が定められた条約手続きを踏んでいないことや、皇帝の裁可を経ずに調印されたことなど、後に提出された「五大臣上疏文」とはまったく正反対の内容が記されている。康成銀はこれらの事実を以って「五大臣上疏文」の資料としての信頼性に疑問を呈している。

### 協約締結後の高宗皇帝

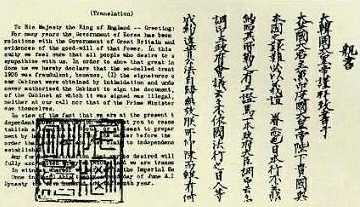
第二次日韓協約の無効を訴える高宗のイギリス宛の親書

1905年11月18日に勒約が締結されると、皇帝はこれが「無効であること」をただちに明らかにするために、芝罘経由で11月26日に緊急電文をイギリスのハーバート・ヘンリー・アスキスに送った。その内容は「朕は銃剣の威嚇と強要のもとに最近韓日両国間で締結した、いわゆる保護条約が無効であることを宣言する。朕はこれに同意したこともなければ、今後も決して同意しないであろう。この旨を米国政府に伝達されたし。」というものであった。第二次日韓協約の無効を訴えるイギリス宛親書後、高宗は第二次日韓協約締結の不当性を国際社会に訴えようと努力したが、当時の国際情勢によって皇帝の密書などは支持を得られなかった。高宗の第二次日韓協約無効を主張する書簡には1906年1月29日に作成された国書、1906年6月22日にハルバート特別委員に渡した親書、1906年6月22日にフランス大統領アルマン・ファリエールに送った親書、1907年4月20日ハーグ密使李相卨への皇帝の委任状などがある。

## 国際法上の評価
当時の国際法においては、国家への武力による条約の強制があっても有効であるが、国家代表者に対する脅迫があった条約は無効原因となるとされている。
第二次日韓協約の締結と同一年に刊行された英国の国際法の教科書であるオッペンハイム（L. Oppenheim）には「真正の同意がない場合には条約は拘束力を欠くので、締約国には絶対的な行動の自由がなければならない。しかし、『行動の自由』という表現は、締約国の代表者に対してのみ適用される。当事国の代表者に対する脅迫に基づき締結された条約は、この者の代表する国家を拘束するものではない」との説明が見られる。同時代の代表的国際法学者であったホール（W.E. Hall）の他に、ブルンチュリ（M. Bluntschili）やフィオレ(P. Fiole)、倉知鉄吉や高橋作衛といった学者も同様の見解を示していた。このように、国の代表者に対して個人的に加えられた強制や脅迫の結果として結ばれた条約が無効となるということは、第二次日韓協約締結当時の国際慣習法として成立していたものと思われる。
今日における無効論の大多数は、以下の2点を主張し、その根拠としている。
- 本協約は当事国の代表者への脅迫に基づいて強制的に調印させた条約である。
- 本協約朝鮮には皇帝の承認（署名・調印）がない。

韓国の学者やフランス国際法学者フランシス・レイは「第二次日韓協約締結時に国家代表たる高宗に強迫が使われた」ことと「日本の韓国に対する保証義務」をあげて「無効」と主張している。また、1935年にハーバード大学法学部が米国の国際法学会から委託を受け、条約法制定に関してまとめた「ハーヴァード草案」では、条約強制に関する部分でフランシス・レイの理論をそのまま採択し、第二次日韓協約を相手国代表を強制した効力を発生しえない条約の事例として挙げた。更に1963年に国連ILC報告書の中で、ウォルドック特別報告官は第二次日韓協約を国家代表個人の強制による絶対的無効の事例としていた。ここで言う代表者個人への強制の事例としては、強硬な反対派であった参政大臣の韓圭ソル（ハン・ギュソル）の別室への監禁と脅迫、憲兵隊を外部大臣官邸に派遣し、官印を強引に奪い取極書に押捺した事などがあったとされており、その様子がロンドンデイリーメイル紙の記者マッケンジーの著書『朝鮮の悲劇』や、11月23日付けの『チャイナ・ガジェット』（英字新聞）に記載されている。一方、海野福寿（明治大教授）は協約調印の当日に韓国駐箚軍が王宮前広場で演習などを行ったりはしていたが、この日は李完用学部大臣の邸宅が焼き討ちされる等の状況にあり、過剰警備であったとしても、それが国家代表者への脅迫とはいえず、また、無効論者が強制の根拠としている『韓末外交秘話』は、その著者自身が噂をまとめたものと記しているように資料的価値がないとし、更に、条約に署名・調印する者は、国際法では皇帝でなくとも特命全権大使や外務大臣でもよいため、韓国側の外部大臣と日本側の駐韓公使が署名調印した同条約は国際法的に問題はないとしている。また、海野は1966年の国連国際法委員会で採択された条約法『国の代表者に対して強制があった条約は無効とする法』に同条約への言及がないことを指摘し、国家への強制性は認められるが、国際法的に無効原因となる国家代表者個人に対する脅迫の事実を史料的に確認することはできないとしている。また、上述（#協約締結時の高宗皇帝）のように原田環（県立広島女子大教授）からは、『五大臣上疏文』などの史料調査から皇帝の高宗は「日本の協約案を修正して調印する方向に韓国の大臣達を動かしていた」とし、脅迫をされたという皇帝自ら協約締結のリーダーシップをとっていたとの指摘がなされている。
2001年、この問題を検討するために韓国側の強い働きかけにより開催された国際学術会議、「韓国併合再検討国際会議」では、日韓および欧米の学者が参集し問題を検討している。韓国の学者は一致して不法論を述べ、また日本から参加の笹川紀勝も持論の違法論を述べるなどしたが、ダービー大学のキャティ教授が帝国主義全盛の当時において「国際法が存在していたかどうかさえ疑わしい」とし、ケンブリッジ大学のクロフォード教授（国際法）は「強制されたから不法という議論は第一次世界大戦(1914年-1918年)以降のもので当時としては問題になるものではない」、「国際法は文明国間にのみ適用され、非文明国には適用されない」とし、「英米などの列強の承認があった以上、当時の国際法慣行からするならば、無効ということはできない」としている。